# Jean-Joseph Languet de Gergy

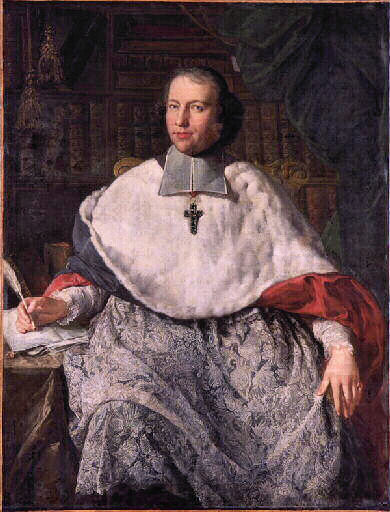
Erzbischof Jean-Joseph Languet de Gergy

Jean-Joseph Languet de Gergy (* 25. August 1677 in Dijon; † 11. Mai 1753 in Sens) war ein französischer Bischof.
Languet de Gergy stammte aus einer alteingesessenen Familie; sein Vater war ein Staatsanwalt in Burgund. Seit seiner Kindheit förderte ihn Bischof Jacques Bénigne Bossuet; welcher ihn dann auch König Ludwig XIV. vorstellte. Dieser übertrug ihm dann noch am selben Tag das Amt des Beichtvaters der Prinzessin Maria Adelaide von Savoyen. In dieser Zeit wurde er auch zum Generalvikar der Diözese Autun berufen.
1715 ernannte man Languet de Gergy zum Bischof von Soissons. Den Höhepunkt seiner kirchlichen Karriere erreichte er 1730 mit der Ernennung zum Erzbischof von Sens.
1721 wählte die Académie française Languet de Gergy zum Nachfolger des verstorbenen Marc René d’Argenson auf Fauteuil 1. Er selbst fand nach seinem Tod im Naturwissenschaftler Georges-Louis Leclerc de Buffon einen würdigen Nachfolger.

## Rezeption
Languet de Gergy bekämpfte die Jansenisten und war ein vehementer Gegenspieler des Theologen Pasquier Quesnel. Papst Clemens XI. verurteilte die Lehren der Jansenisten mit der Bulle Unigenitus Dei filius von 1713.